# Agnieszka Jankowska
Agnieszka Jankowska – polska leśnik, doktor habilitowany nauk rolniczych, adiunkt w Szkole Głównej Gospodarstwa Wiejskiego w Warszawie, specjalistka od nauk o drewnie, drzewnictwa oraz drewnoznawstwa.

## Kariera naukowa
W 2008 roku na Wydziale Technologii Drewna Szkoły Głównej Gospodarstwa Wiejskiego w Warszawie uzyskała tytuł magistra inżyniera. W 2012 roku na tym samym wydziale, uzyskała stopień doktora nauk rolniczych w zakresie drzewnictwa na podstawie rozprawy pt. Wpływ sztucznego starzenia na wybrane właściwości drewna egzotycznego, której promotorem był Paweł Kozakiewicz. W 2012 roku została zatrudniona na tejże uczelni, a w 2019 roku uzyskała na jej Wydziale Technologii Drewna stopień doktora habilitowanego nauk rolniczych w dyscyplinie drzewnictwa na podstawie pracy pt. Komplementarność wybranych cech budowy drewna i ich wpływ na jego higroskopijne i powierzchniowe właściwości.